# Anisozyga longiuscula
Anisozyga longiuscula là một loài bướm đêm trong họ Geometridae.